# Tewin
Tewin – wieś i civil parish w Anglii, w Hertfordshire, w dystrykcie East Hertfordshire. W 2011 civil parish liczyła 1487 mieszkańców. Tewin jest wspomniana w Domesday Book (1086) jako Theunge.